# Abschmalzen
Abschmalzen (in Österreich und Südostdeutschland) bzw. Abschmälzen (in Südwestdeutschland) nennt man das Übergießen oder Schwenken von Speisen, etwa Kraut, Gemüse oder Nudeln, in heißem Schweineschmalz, Butter oder sonstigen Speisefetten.
Der Begriff Abschmalzen ist verwandt mit Schmalz, das bis ins vorige Jahrhundert hinein das hauptsächlich vorhandene und meistverwendete Fett in den Küchen war. Das Abschmalzen dient der Geschmacksverbesserung, dem appetitlichen Aussehen, erhöht den Nährwert der Speisen und trägt dazu bei, fettlösliche Vitamine zu erschließen.